# Stylus
Pour l'album de William Sheller, voir Stylus (album).
Stylus est un site web lancé en 2002, consacré à la musique et aux films. Il contenait des articles de presse, quatre critiques musicales par jour, des critiques de films, des podcasts, un blogue musical, et un blogue textuel. Le site atteint un nombre de lecteurs équivalent à celui de Pitchfork et est bien accueilli par la presse pour sa qualité de rédaction.

## Historique
En 2006, il devient l'un des 25 sites musicaux sélectionnés par Observer Music Monthly. Stylus ferme le 31 octobre 2007,. En septembre 2015, le site est toujours en ligne, mais non actualisé.
Le 4 janvier 2010, avec l'accord de l'ancien propriétaire Todd Burns, le rédacteur de Stylus, Nick Southall, lance The Stylus Decade, un site web avec de nouvelle
listes et articles spécialisés. En septembre 2015, ce site était inactif et son nom de domaine était en vente.